# Løgtingswahl 1966
- Republikaner: 5
- Sozialdemokraten: 7
- Selbstverwaltung: 1
- Unionisten: 6
- Christdemokraten: 1
- Volkspartei: 6

Die Løgtingswahl 1966 auf den Färöern fand am 8. November 1966 statt.
Es war die 5. Wahl seit Erlangung der inneren Selbstverwaltung (heimastýri) im Jahr 1948.
Größter Gewinner mit über 3 % war der Sambandsflokkurin. Auch der Fólkaflokkurin konnte etwas zulegen. Alle anderen Parteien nahmen nur leichte Verluste hin.
Da die Gesamtzahl der Abgeordneten im Løgting mit dieser Wahl von 29 auf 26 verringert wurde, erhielten die Gewinner keine zusätzlichen Sitze. Dagegen mussten die drei Verliererparteien Javnaðarflokkurin, Sjálvstýrisflokkurin und Tjóðveldisflokkurin jeweils einen Sitz abgeben.
Der sozialdemokratische Javnaðarflokkurin blieb mit 7 von 26 Sitzen im Parlament die stärkste Partei und konnte mit Peter Mohr Dam an der Spitze einen Regierungswechsel herbeiführen. Die bisherige Regierung des Ministerpräsidenten Hákun Djurhuus vom Fólkaflokkurin wurde durch die Koalitionsregierung Peter Mohr Dam II abgelöst.

## Ergebnisse der Løgtingswahl vom 8. November 1966
An der Wahl hatten sich sechs Parteien beteiligt, die alle ins Parlament einzogen.
| Partei                   | Stimmen | Prozent | Sitze |  |
| ------------------------ | ------- | ------- | ----- |  |
| C – Javnaðarflokkurin    | 4.751   | 27,0    | 7     |  |
| B – Sambandsflokkurin    | 4.177   | 23,7    | 6     |  |
| A – Fólkaflokkurin       | 3.811   | 21,6    | 6     |  |
| E – Tjóðveldisflokkurin  | 3.529   | 20,0    | 6     |  |
| D – Sjálvstýrisflokkurin | 867     | 4,9     | 1     |  |
| F – Framburðsflokkurin   | 489     | 2,8     | 1     |  |
| Gesamt                   | 17.624  | 100     | 26    |  |